# Nabil Baha
Nabil Baha né le 12 août 1981 à Remiremont (Vosges), est un footballeur international marocain devenu entraîneur.

## Biographie
Nabil Baha naît à Remiremont en France au sein d'une famille marocaine. Il commence le football dans le club amateur de Saint-étienne les remiremont puis, du Stade athlétique spinalien.

## Carrière
- 1996-1998 : Stade Athlétique Spinalien  France (formation)
- 1998 2001 : Montpellier HSC  France
- 2001-2004 : Associação Naval 1º de Maio  Portugal
- 2004-2005 : Sporting Braga  Portugal
- 2005-2006 : Racing de Ferrol  Espagne
- 2006 : US Créteil-Lusitanos  France
- 2006-2007 : Ponferradina  Espagne
- 2007-jan.2011 : Málaga CF  Espagne
- jan.2011-2011 : AEK Athènes FC  Grèce
- 2011-2013 : CE Sabadell  Espagne
- 2013-2014 : Dalian Aerbin  Chine
- 2014-2016 : FUS Rabat  Maroc[1],[2]

## Palmarès

### En club
- FUS de Rabat
  - Vainqueur de la Coupe du Trône de football 2013-2014
  - Finaliste de la Coupe du Trône de football 2014-2015
  - Champion du Championnat du Maroc 2016

• 🇬🇷 AEK Athènes FC
•Vainqueur de la Coupe de Grèce                         En étant, buteur en final contre Atromitos

### En sélection
| Caps | Date       | Match                     | Lieu       | Score | Compétition       | But |
| 1    | 12/02/2003 | Sénégal - Maroc           | Paris      | 0 - 1 | Amical            | --  |
| 2    | 29/03/2003 | Sierra leone - Maroc      | Freetowon  | 0 - 0 | Elim. CAN 2004    | --  |
| 3    | 30/04/2003 | Maroc – Côte d’Ivoire     | Rabat      | 0 - 1 | Amical            | --  |
| 4    | 08/06/2003 | Maroc – Sierra Leone      | Casablanca | 1 - 0 | Elim. CAN 2004    | --  |
| 5    | 20/06/2003 | Maroc - Gabon             | Rabat      | 2 - 0 | Elim. CAN 2004    | --  |
| 6    | 06/07/2003 | Guinée Equa - Maroc       | Malabo     | 0 - 1 | Elim. CAN 2004    | --  |
| 7    | 10/09/2003 | Maroc - Trinité et Tobago | Marrakech  | 2 - 0 | Amical            | --  |
| 8    | 11/02/2004 | Mali - Maroc              | Sousse     | 0 - 4 | ½ Finale CAN 2004 | 1   |
| 9    | 14/02/2004 | Tunisie - Maroc           | Radès      | 2 - 1 | Finale CAN 2004   | --  |
| 10   | 31/03/2004 | Maroc - Angola            | Rabat      | 3 - 1 | Amical            | 2   |
| 11   | 28/04/2004 | Maroc - Argentine         | Casablanca | 0 - 1 | Amical            | --  |
| 12   | 28/05/2004 | Mali - Maroc              | Bamako     | 0 - 0 | Amical            | --  |
| 13   | 03/07/2004 | Botswana - Maroc          | Gaborone   | 0 - 1 | Elim. CAN/CM 2006 | --  |
| 14   | 17/10/2007 | Maroc - Namibie           | Rabat      | 2 - 0 | Amical            | --  |
| 15   | 19/11/2008 | Maroc - Zambie            | Casablanca | 3 - 0 | Amical            | 1   |
| 16   | 11/02/2009 | Maroc – Tchèque           | Casablanca | 0 - 0 | Amical            | --  |
| 17   | 20/06/2009 | Maroc - Togo              | Rabat      | 0 - 0 | Elim.CM 2010      | --  |
| 18   | 12/08/2009 | Maroc - Congo             | Rabat      | 1 - 1 | Amical            | --  |
| 19   | 14/11/2009 | Maroc - Cameroun          | Fès        | 0 - 2 | Elim.CM 2010      | --  |
| 20   | 11/08/2010 | Maroc – Guinée Equ.       | Rabat      | 2 - 1 | Amical            | --  |
| ---- | ---------- | ------------------------- | ---------- | ----- | ----------------- | --- |

## Décorations
- Officier de l'ordre du Trône — Le 14 février 2004, il est décoré officier de l'ordre du Wissam al-Arch[3] — ordre du Trône[4] — par le roi Mohammed VI au Palais royal de Rabat[5].